# 9.ª Divisão (Japão)
A 9ª Divisão foi uma divisão de infantaria do Império do Japão que serviu durante a Segunda Guerra Mundial. A divisão foi formada 1 de outubro de 1898 em Kanazawa, sendo desmobilizada no mês de setembro de 1945 com o fim da guerra.

## Comandantes
| Comandante                      | Data                                           |
| ------------------------------- | ---------------------------------------------- |
| Lt. General Katsutaro Hashimoto | 24 de março de 1916 - 25 de julho de 1919      |
| Lt. General Hiroshi Matsura     | 25 de julho de 1919 - 24 de novembro de 1922   |
| Lt. General Shosaburo Hoshino   | 24 de novembro de 1922 - 1 de maio de 1925     |
| Lt. General Matsuo Itami        | 1 de maio de 1925 - 26 de julho de 1927        |
| Lt. General Rai Nagai           | 26 de julho de 1927 - 22 de dezembro de 1930   |
| General Kenkichi Ueda           | 22 de dezembro de 1930 - 1 de setembro de 1932 |
| Lt. General Yoshikatsu Aramaki  | 1 de setembro de 1932 - 1 de agosto de 1934    |
| Lt. General Toyozo Toyama       | 1 de agosto de 1934 - 1 de dezembro de 1935    |
| Lt. General Juko Yamaoka        | 1 de dezembro de 1935 - 1 de dezembro de 1936  |
| Lt. General Shigeru Hasunama    | 1 de dezembro de 1936 - 26 de agosto de 1937   |
| Lt. General Ryosuke Yoshizumi   | 26 de agosto de 1937 - 1 de dezembro de 1939   |
| Lt. General Kiichiro Higuchi    | 1 de dezembro de 1939 - 1 de agosto de 1942    |
| Lt. General Mamoro Hara         | 1 de agosto de 1942 - 7 de abril de 1945       |
| Lt. General Yasohachi Tasaka    | 7 de abril de 1945 - de setembro de 1945       |

## Subordinação
- Grupo de Exércitos Kwantung - de junho de 1935
- reserva - 10 de fevereiro de 1937
- Exército Expedicionário Shanghai - 11 de setembro de 1937
- Exército Expedicionário China Central - 14 de fevereiro de 1938
- 11º Exército - 22 de agosto de 1938
- reserva - 5 de junho de 1939
- Exército do Leste - 1 de março de 1940
- 3º Exército - 27 de setembro de 1940
- 32º Exército - de julho de 1944
- 10º Exército de Campo - de fevereiro de 1945

## Ordem da Batalha
dezembro de 1940
- 9. Grupo de Infantaria (desmobilizada em 21 de fevereiro de 1944)
- 7. Regimento de Infantaria
- 19. Regimento de Infantaria
- 35. Regimento de Infantaria
- 35. Regimento de Infantaria
- 9. Regimento de Reconhecimento
- 9. Regimento de Artilharia de Montanha
- 9. Regimento de Engenharia
- 9. Regimento de Transporte
- Unidade de comunicação